# Millville (Minnesota)
Millville város az Amerikai Egyesült Államok Minnesota államában, Wabasha megyében. Lakosainak száma 151 fő (2020. április 1.).

## Népesség
A település népességének változása:

| 2010 | 182 |
| 2020 | 151 |